# Chondrostylis kunstleri
Chondrostylis kunstleri är en törelväxtart som först beskrevs av George King och Joseph Dalton Hooker, och fick sitt nu gällande namn av Airy Shaw. Chondrostylis kunstleri ingår i släktet Chondrostylis och familjen törelväxter. Inga underarter finns listade i Catalogue of Life.